# Cantonul Triel-sur-Seine
Cantonul Triel-sur-Seine este un canton din arondismentul Saint-Germain-en-Laye, departamentul Yvelines, regiunea Île-de-France , Franța.

## Comune
- Triel-sur-Seine (reședință)
- Verneuil-sur-Seine
- Vernouillet